# İpek Soylu
İpek Soylu, née le 15 avril 1996 à Adana, est une joueuse de tennis turque.
Professionnelle de 2012 à 2021, elle a remporté trois titres WTA en double.

## Biographie
En avril 2016, elle remporte son premier titre sur le circuit WTA, en double à Istanbul associée à la Roumaine Andreea Mitu, en ayant bénéficié de deux forfaits consécutifs en demi-finale puis en finale. Elle glane deux autres titres en double cette même année, dont l'Élite Trophy en fin d'année.

## Palmarès

### Titres en double dames
| No | Date       | Nom et lieu du tournoi                    | Catégorie    | Dotation    | Surface      | Partenaire   | Finalistes                   | Score            |          |
| -- | ---------- | ----------------------------------------- | ------------ | ----------- | ------------ | ------------ | ---------------------------- | ---------------- | -------- |
| 1  | 18-04-2016 | TEB BNP Paribas Istanbul Cup Istanbul     | Intern'l     | 250 000 $   | Terre (ext.) | Andreea Mitu | Xenia Knoll Danka Kovinić    | Forfait          | Parcours |
| 2  | 26-09-2016 | Tashkent Open Tachkent                    | Intern'l     | 250 000 $   | Dur (ext.)   | Raluca Olaru | Demi Schuurs Renata Voráčová | 7-5, 6-3         | Parcours |
| 3  | 01-11-2016 | Huajin Securities WTA Elite Trophy Zhuhai | Elite Trophy | 2 214 500 $ | Dur (int.)   | Xu Yifan     | Yang Zhaoxuan You Xiaodi     | 6-4, 3-6, [10-7] | Parcours |

### Finale en double dames
Aucune

### Finale en double en WTA 125
| No | Date       | Nom et lieu du tournoi | Catégorie | Dotation  | Surface      | Vainqueures              | Partenaire   | Score    |          |
| -- | ---------- | ---------------------- | --------- | --------- | ------------ | ------------------------ | ------------ | -------- | -------- |
| 1  | 31-05-2016 | Bol Open Bol           | WTA 125   | 125 000 $ | Terre (ext.) | Xenia Knoll Petra Martić | Raluca Olaru | 6-3, 6-2 | Parcours |

## Parcours en Grand Chelem

### En simple dames
| Année | Open d'Australie                                   | Open d'Australie                                    | Internationaux de France                         | Internationaux de France | Wimbledon                                           | Wimbledon                                         | US Open                                                | US Open |
| ----- | -------------------------------------------------- | --------------------------------------------------- | ------------------------------------------------ | ------------------------ | --------------------------------------------------- | ------------------------------------------------- | ------------------------------------------------------ | ------- |
| 2015  | —                                                  | —                                                   | —                                                | —                        | —                                                   | —                                                 | Q2 \|\| style="text-align:left" \| Kateryna Bondarenko |         |
| 2016  | -                                                  | -                                                   | 1er tour (1/64)                                  | Virginie Razzano         | Q1 \|\| style="text-align:left" \| Rebecca Peterson | Q1 \|\| style="text-align:left" \| Nicole Frenkel |                                                        |         |
| 2017  | Q1 \|\| style="text-align:left" \| Aryna Sabalenka | Q2 \|\| style="text-align:left" \| Kateryna Kozlova | Q2 \|\| style="text-align:left" \| Anna Blinkova | 1er tour (1/64)          | Carla Suárez                                        |                                                   |                                                        |         |
| 2018  | Q1 \|\| style="text-align:left" \| Stefanie Vögele | —                                                   | —                                                | —                        | —                                                   | —                                                 | —                                                      |         |

À droite du résultat, l’ultime adversaire.

### En double dames
| Année | Open d'Australie            | Open d'Australie            | Internationaux de France        | Internationaux de France | Wimbledon                      | Wimbledon              | US Open | US Open |
| 2017  | 1er tour (1/32) M. Irigoyen | B. Krejčíková G. Voskoboeva | 1er tour (1/32) O. Kalashnikova | M. Brengle A. Smith      | 2e tour (1/16) V. Wongteanchai | Chan H-c. M. Niculescu | -       | -       |

Sous le résultat, la partenaire ; à droite, l’ultime équipe adverse.

### En double mixte
N'a jamais participé à un tableau final.

## Classements WTA en fin de saison
| Année          | 2011 | 2012 | 2013 | 2014 | 2015 | 2016 | 2017 | 2018 |
| Rang en simple | -    | 1123 | 457  | 319  | 166  | 158  | 195  | 526  |
| Rang en double | 703  | 905  | 675  | 353  | 213  | 82   | 83   | 369  |

Source : (en) Classements de İpek Soylu sur le site officiel de la Fédération internationale de tennis